# Somaek
Somaek (소맥) és un còctel de cervesa fet amb soju i cervesa. La cervesa més utilitzada és d'estil lager. El nom és l'acrònim de les paraules coreanes soju (소주) i maekju (맥주, «cervesa»). La proporció dels dos ingredients sovint varia, però es considera que la proporció ideal és de tres parts de soju per set parts de cervesa.